# Punta San Vigilio

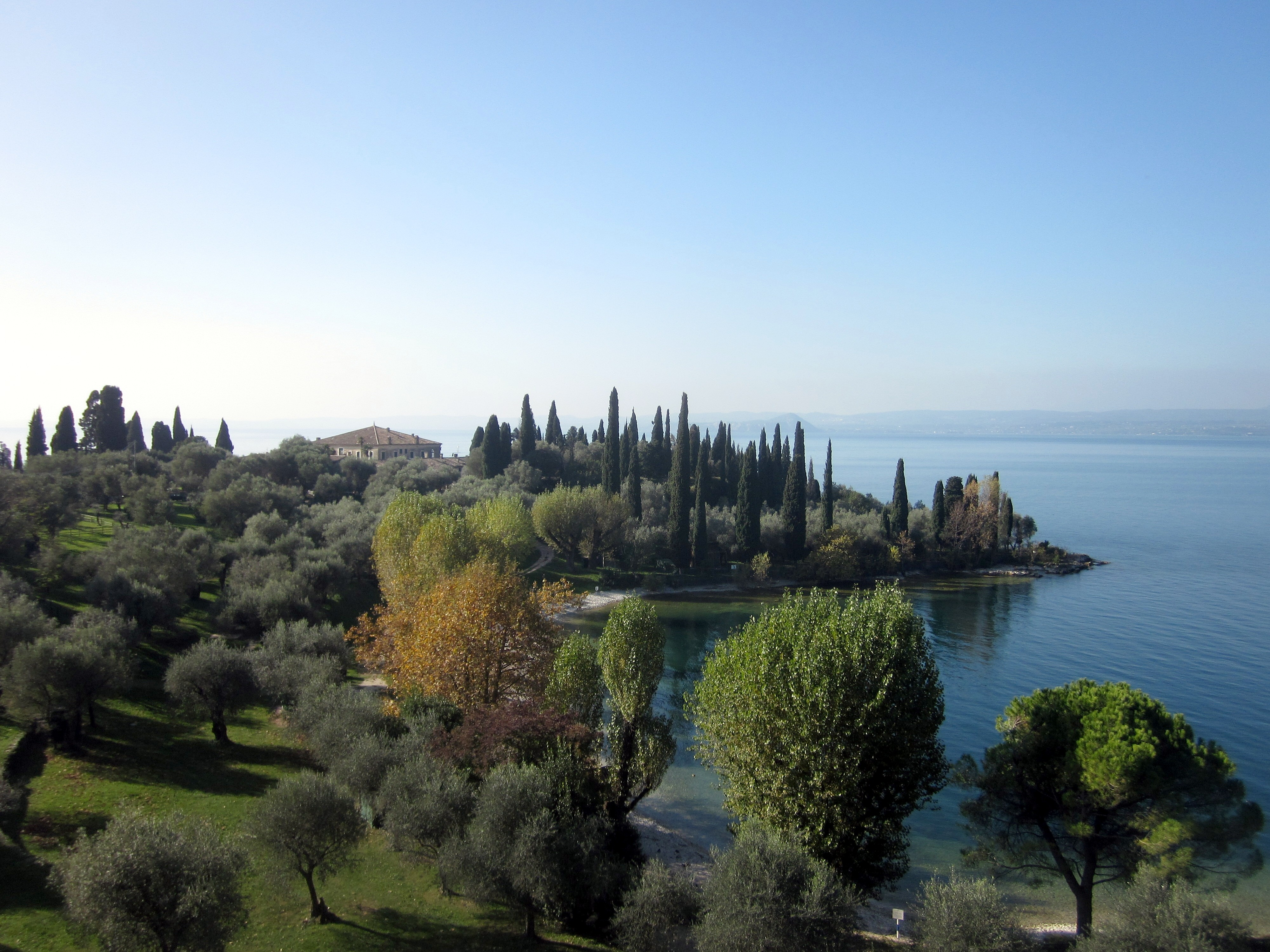
Punta San Vigilio mit der Baia delle Sirene

Die Punta San Vigilio ist eine kleine Landzunge am Gardasee zwischen Garda und Torri del Benaco am Fuße des Monte Baldo und ragt nach der Halbinsel Sirmione am weitesten in den See hinaus. Die Punta, italienisch für Punkt bzw. Spitze, besteht heute aus der Villa Guarienti di Brenzone, der Locanda San Vigilio mit einer Kirche gleichen Namens und einem kleinen Hafen mit Café. Im Norden schließt sich die Baia delle Sirene (Bucht der Sirenen) an, die als schönste Badebucht des ganzen Sees gilt.

## Geschichte

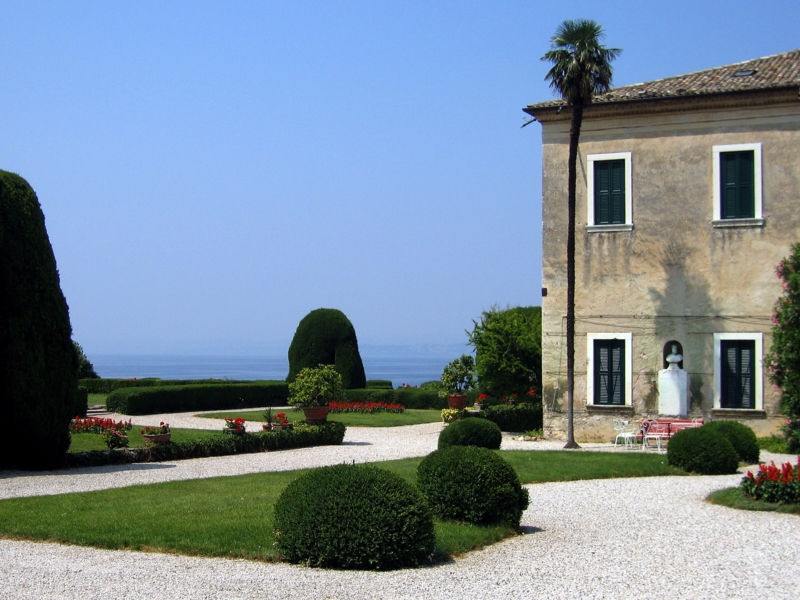
Villa Brenzone mit Garten

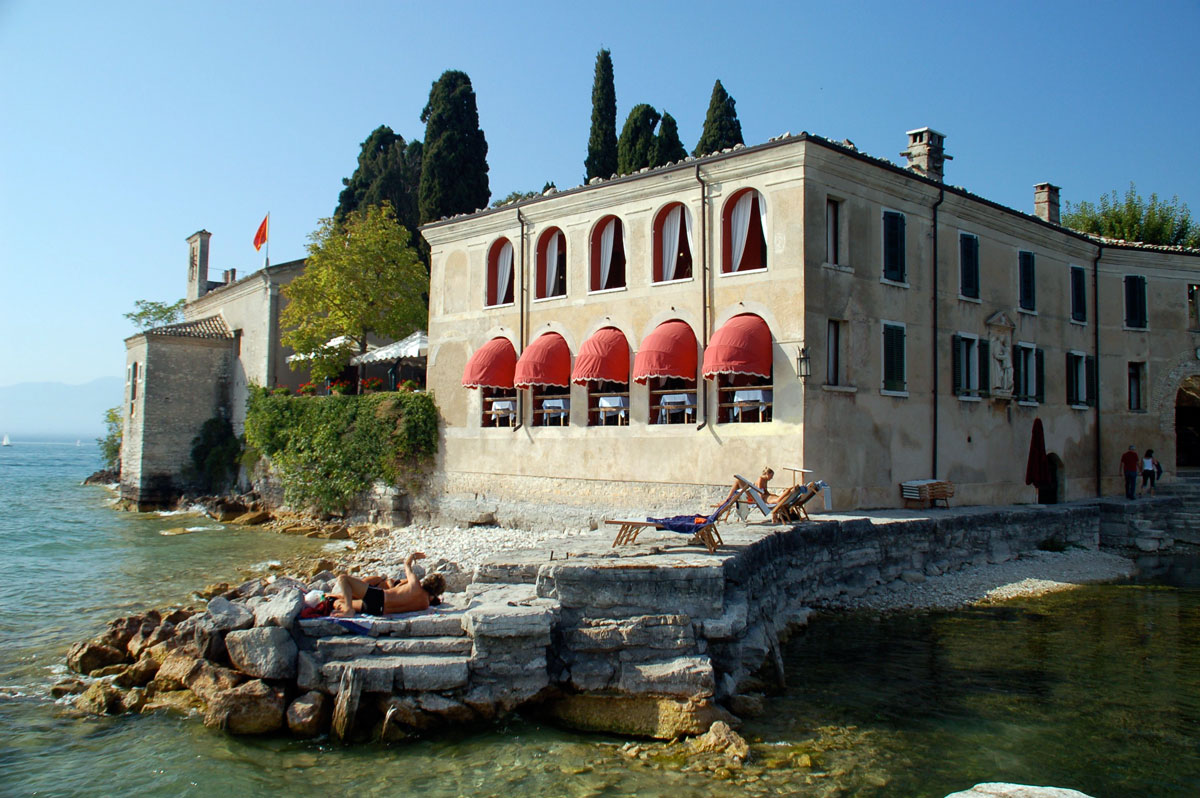
Locanda San Vigilio

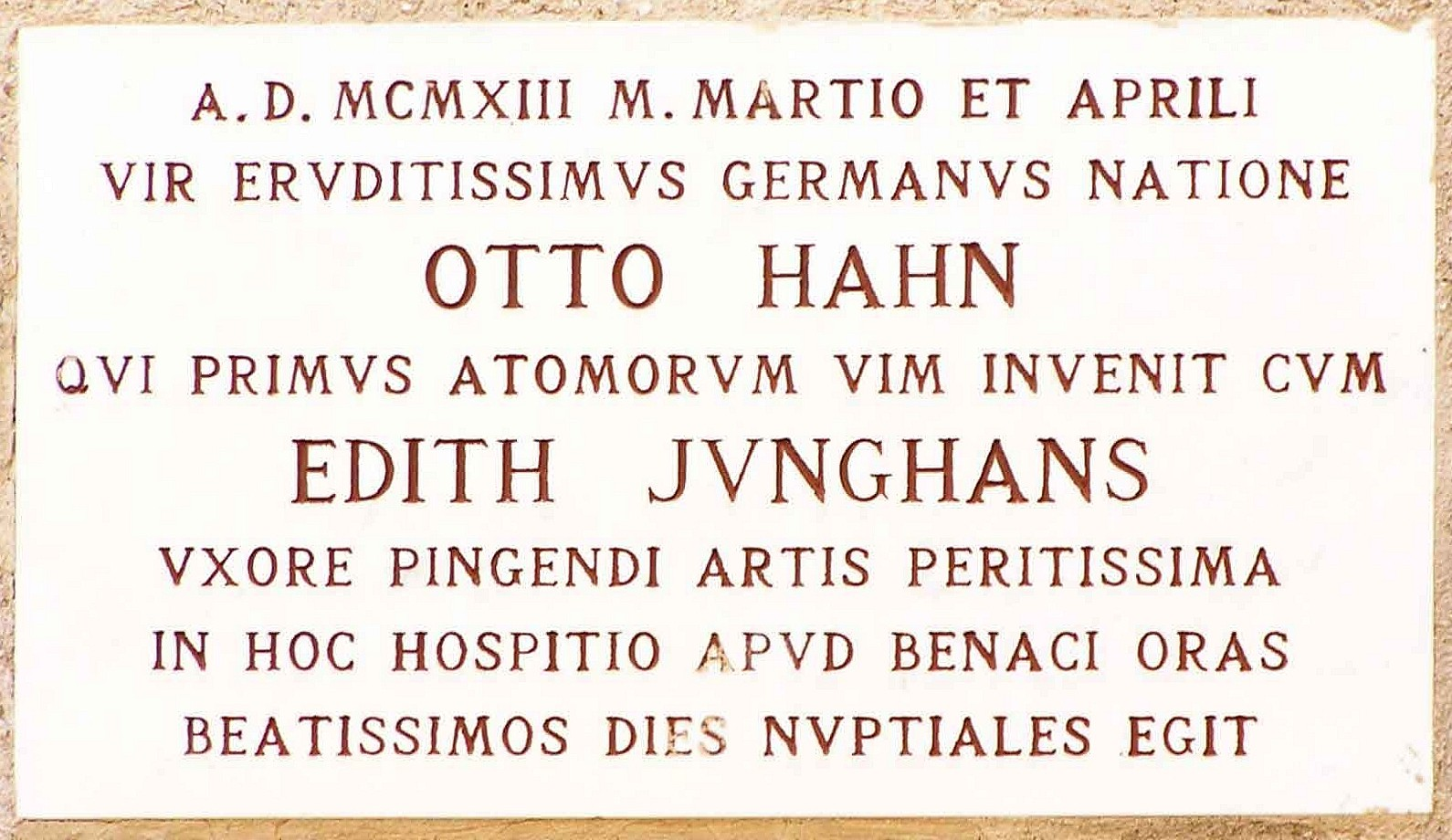
Marmortafel zum Gedenken an Otto Hahn und Edith Junghans

Das älteste noch erhaltene Bauwerk auf der Halbinsel ist die kleine Kirche San Vigilio aus dem 13. Jahrhundert, die dem hl. Vigilius von Trient geweiht ist und der Punta ihren Namen gab. Ende des Mittelalters befanden sich daneben ein Wirtshaus und ein kleiner Hafen.
Im Jahre 1540 erwarb der Humanist Agostino di Brenzone, Doktor beider Rechte und Mitglied einer Patrizierfamilie aus Verona, die Halbinsel und ließ dort ein architektonisches Gesamtkunstwerk aus Landschaft und Bauwerken im klassischen Stil erschaffen. Für die Durchführung konnte di Brenzone den namhaften Festungsbaumeister Michele Sanmicheli gewinnen, der in seine Planung die alte Bebauung mit Kirche und Hafen einbezog.
Es wurde eine heute noch erhaltene Zypressenallee zum höchsten Punkt der Halbinsel angelegt. Dort errichtete man die Villa Brenzone, die sich heute im Besitz der Familie Guarienti di Brenzone befindet. Umgeben wurde die Villa von einem großen Renaissance-Garten, der zum See hin in Terrassen absteigt und beste Blicke auf den Gardasee bietet. Der Hafen wurde mit einem Gästehaus, der Locanda di San Vigilio, erweitert. Heute ist in diesem Gebäudekomplex ein Hotel mit Restaurant untergebracht. Durch ein Tor betritt man schließlich das Hafenareal. Zur Bucht nach Norden hin errichtete man dagegen keine Bauwerke, sondern bepflanzte den Hang zum See hin mit Olivenbäumen.
Agostino di Brenzone war von seiner Schöpfung so begeistert, dass er dichtete:

“Neptunus mare deseruit subducere tentrans Benaci imperium.”

„Selbst Neptun ließ das Meer im Stich, trachtend dem Benacus die Herrschaft zu entreißen.“

Hier traf er sich mit seinem Freund Pietro Aretino und anderen Schriftstellern und Künstlern dieser Zeit zu gelehrter Diskussion in Schönheit und Erhabenheit. Von ihm stammt auch die bekannte Deduktion über den schönsten Ort der Welt. In einem Brief an Silvano Cattaneo schrieb er:

„Ich möchte, dass Eure Exzellenz zur Kenntnis nehmen, dass San Vigilio der schönste Ort der Welt ist, und zwar auf folgende Weise: Die ganze Welt besteht aus drei Teilen: Afrika, Asien und Europa. Der schönste Erdteil ist Europa, und davon ist Italien der schönste Teil, von Italien wiederum die Lombardei, und von dieser der Gardasee, und an diesem San Vigilio. Ergo ist San Vigilio der schönste Ort der Welt.“

In der Villa Brenzone und der Locanda San Vigilio, früher das Gästehaus der Villa, verweilten schon Marie-Louise von Österreich, 2. Gattin Napoleons, Zar Alexander III., Winston Churchill, Laurence Olivier und Vivien Leigh.
Im März 1913 verbrachten Otto Hahn und seine Frau, die Malerin Edith Junghans, hier ihre Flitterwochen. Eine von Massimo Ragnolini angefertigte Marmortafel, die 1983 von Graf Guglielmo Guarienti enthüllt wurde, erinnert an diese Hochzeitsreise. In neuerer Zeit zählten Prinz Charles, König Juan Carlos von Spanien und Richard von Weizsäcker zu den Gästen.

## Galerie

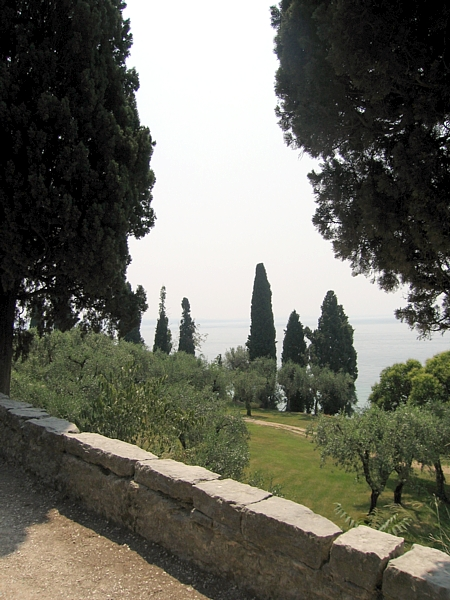
Zypressenallee
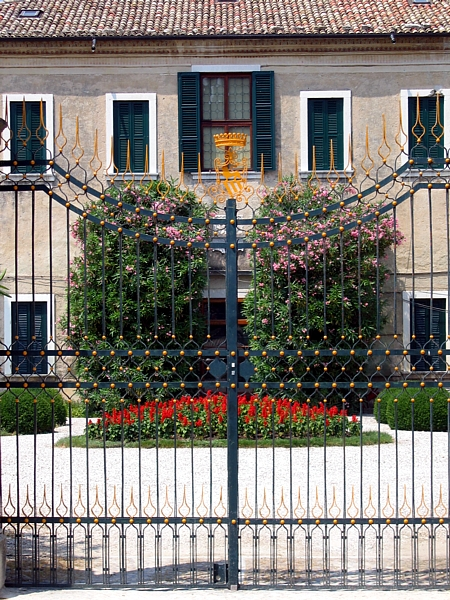
Villa Brenzone
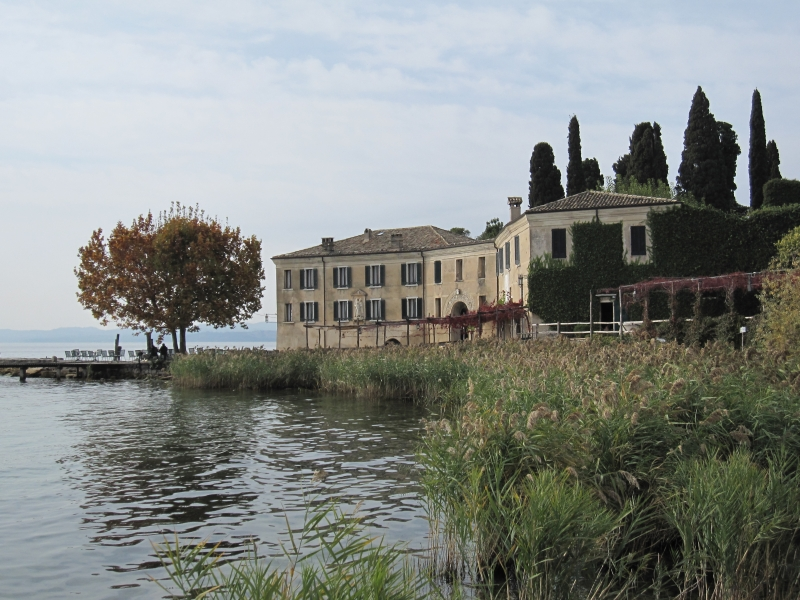
Locanda mit Hafen
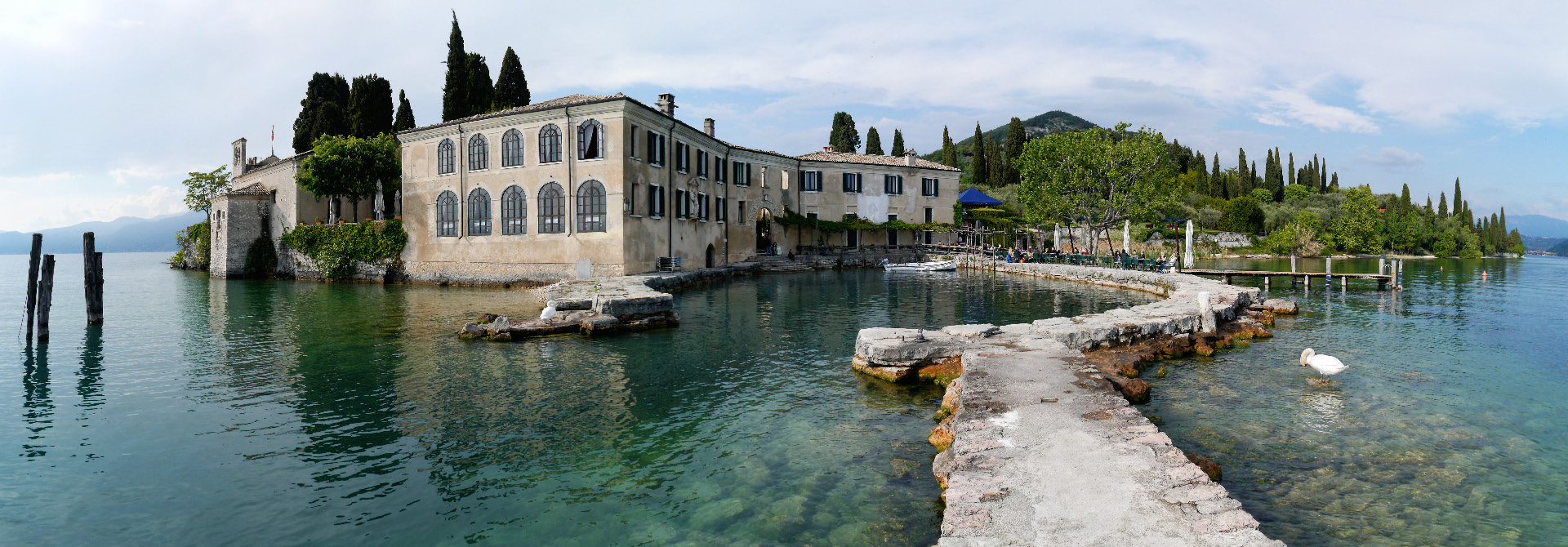
Panorama

## Punta San Vigilio in der Kunst
- Der US-amerikanische Maler John Singer Sargent (1856–1925) war 1913 hier vor Ort und fertigte eine Serie von Gemälden in Aquarell- und Ölfarbe an.

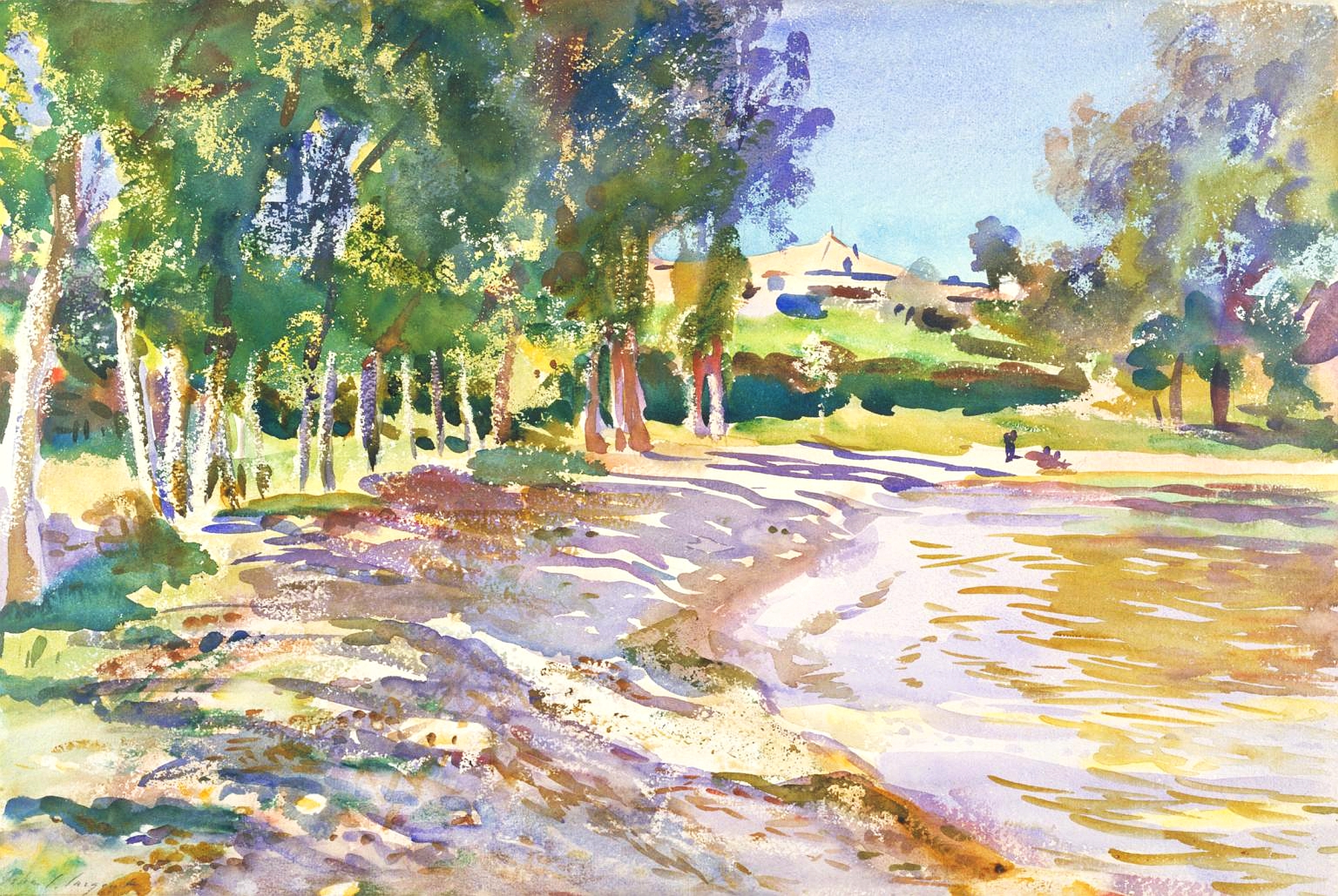
San Vigilio, Lago di Garda
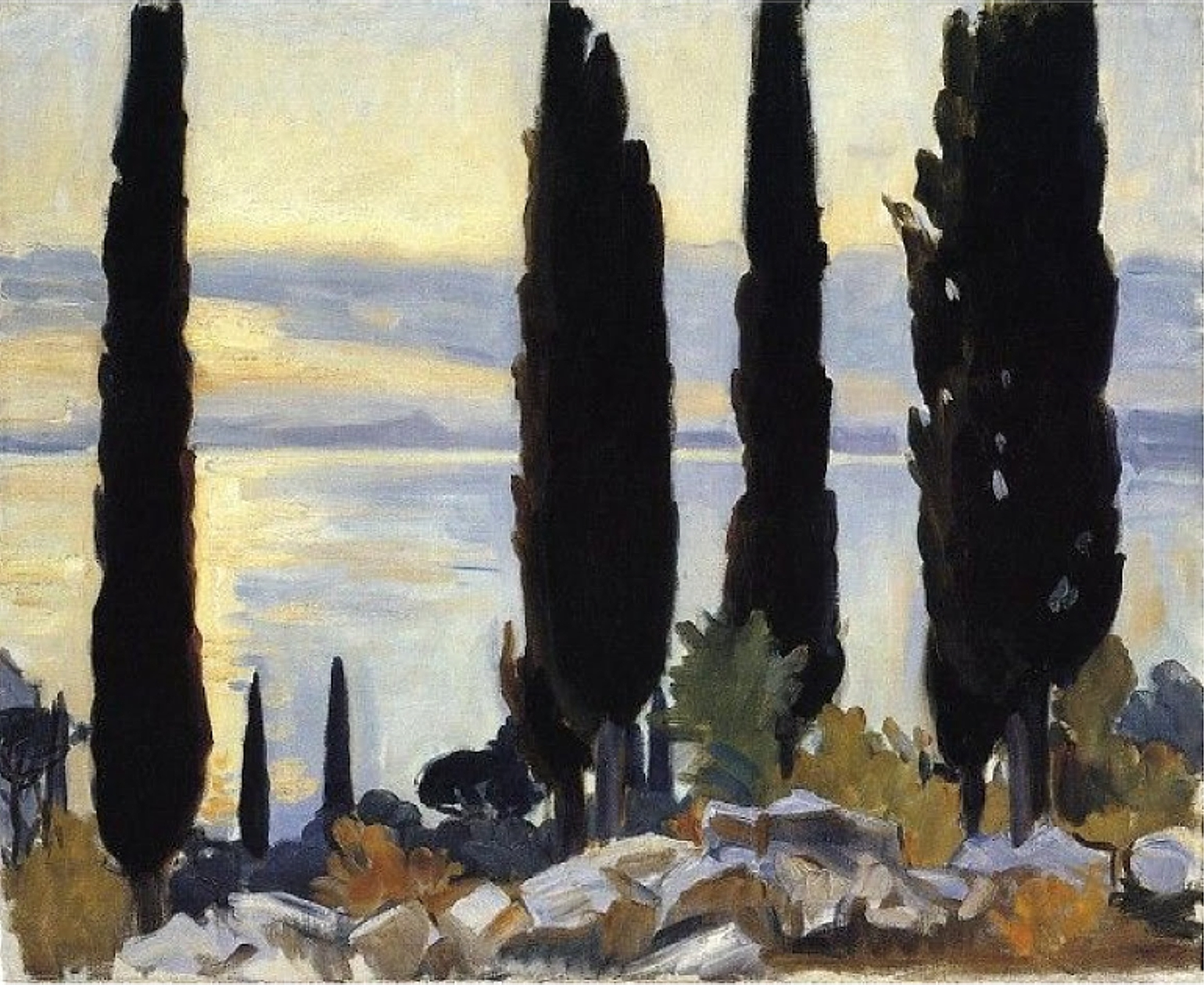
Cypress Trees at San Vigilio
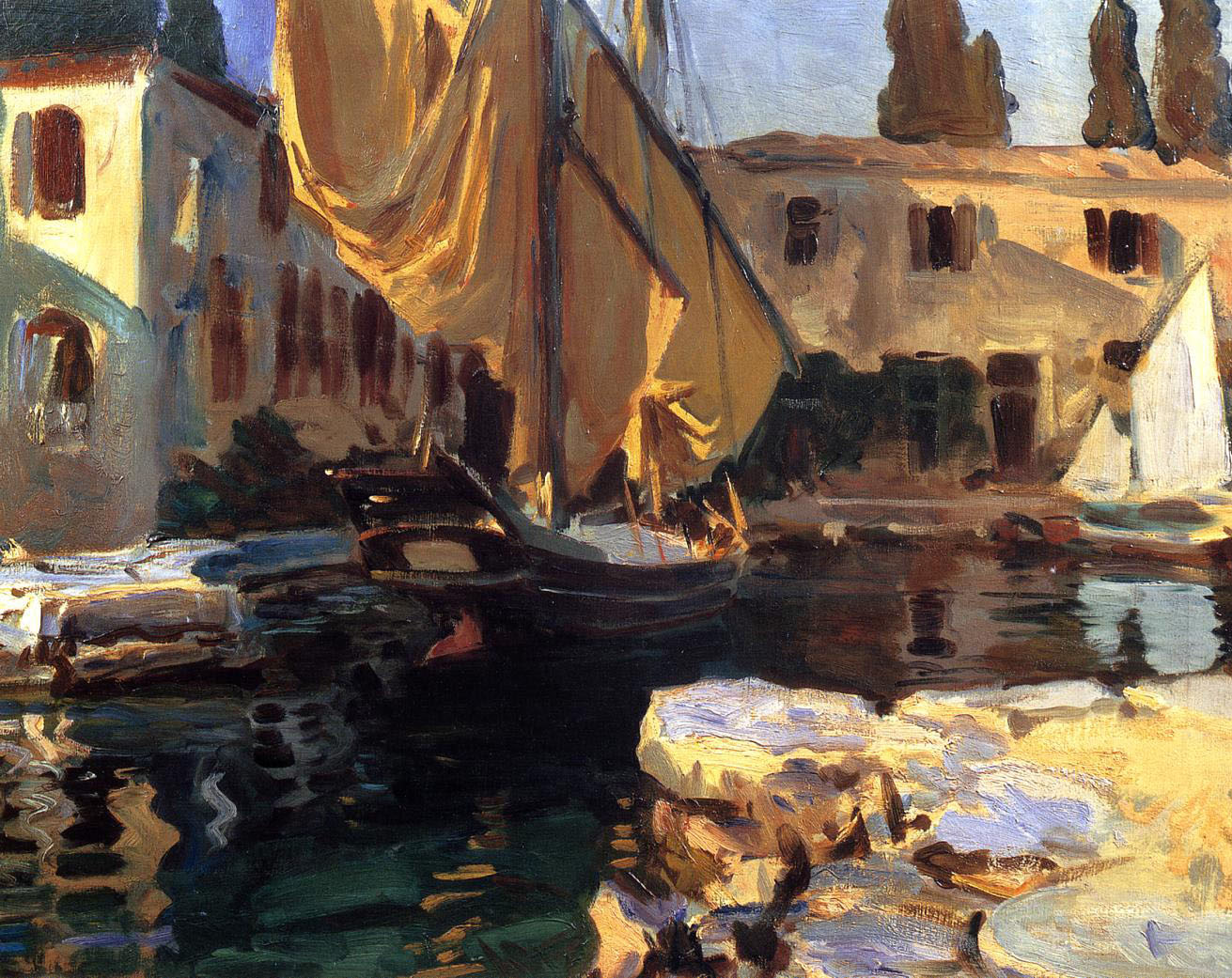
San Vigilio. A Boat With Golden Sail
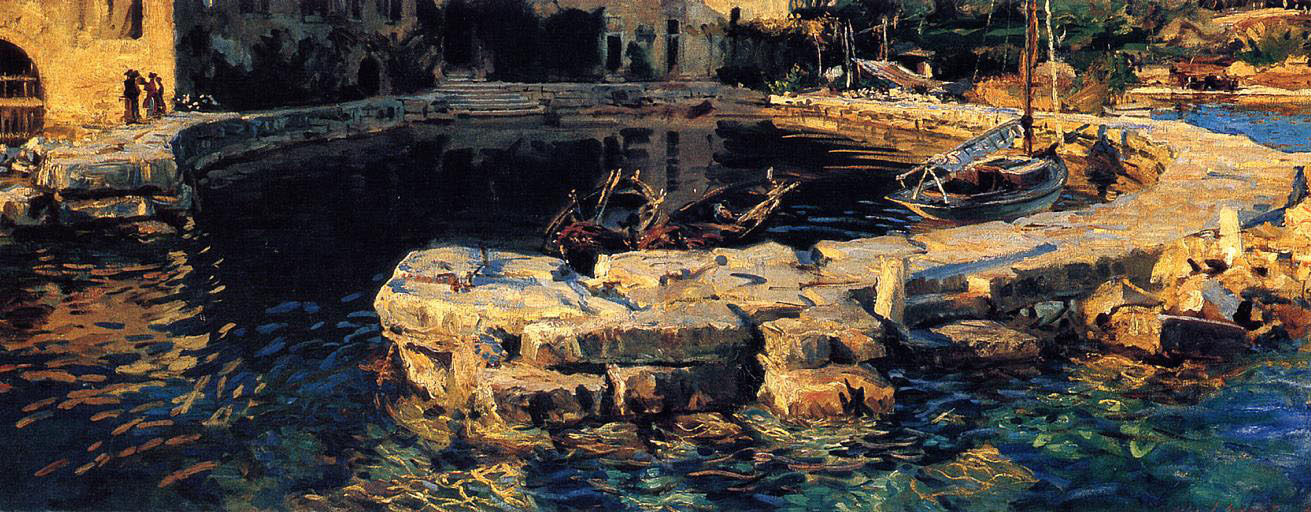
San Vigilio, Lake Garda

- Der deutsche Genre- und Landschaftsmaler Curt Agthe (1862–1943) schuf ebenfalls mehrere Gemälde der Punta San Vigilio.

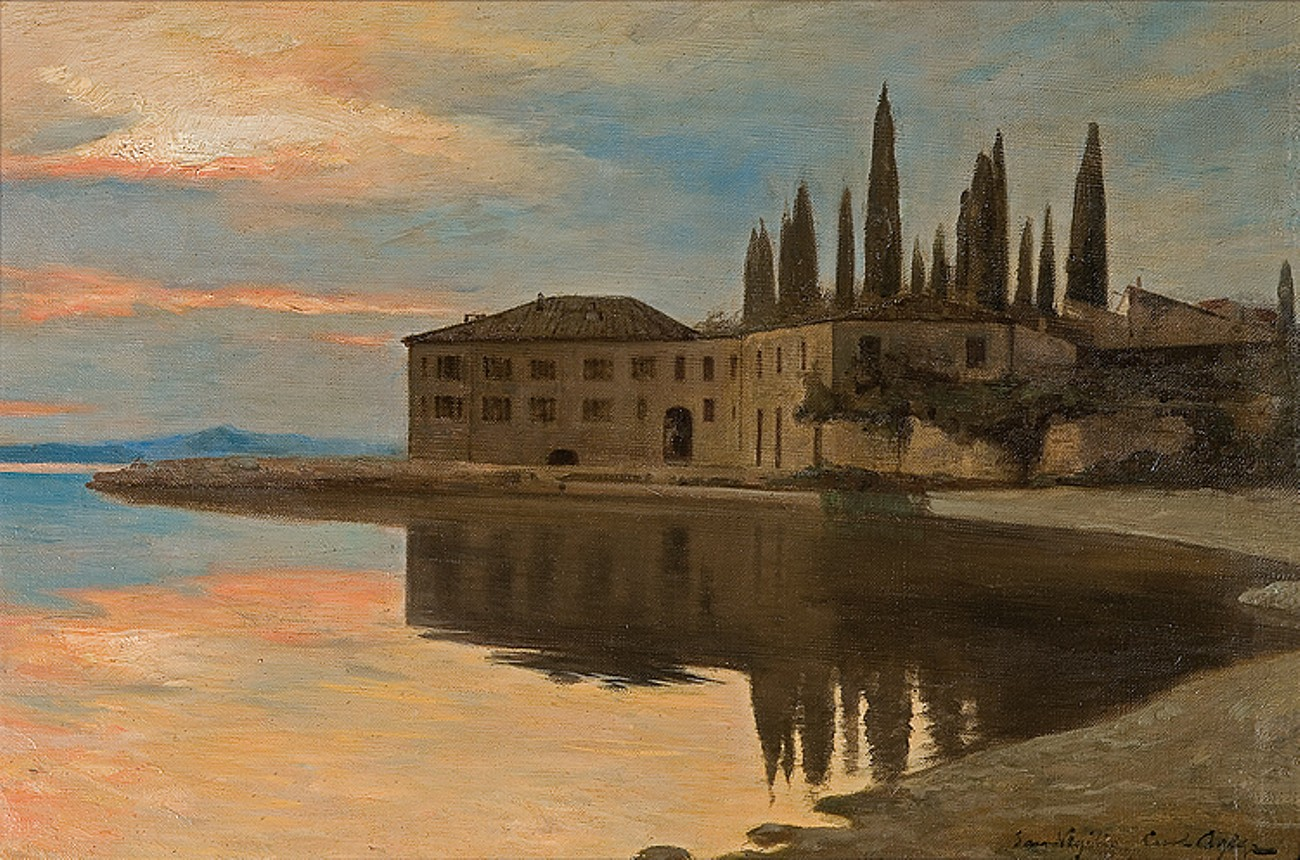
Punta San Vigilio am Gardasee
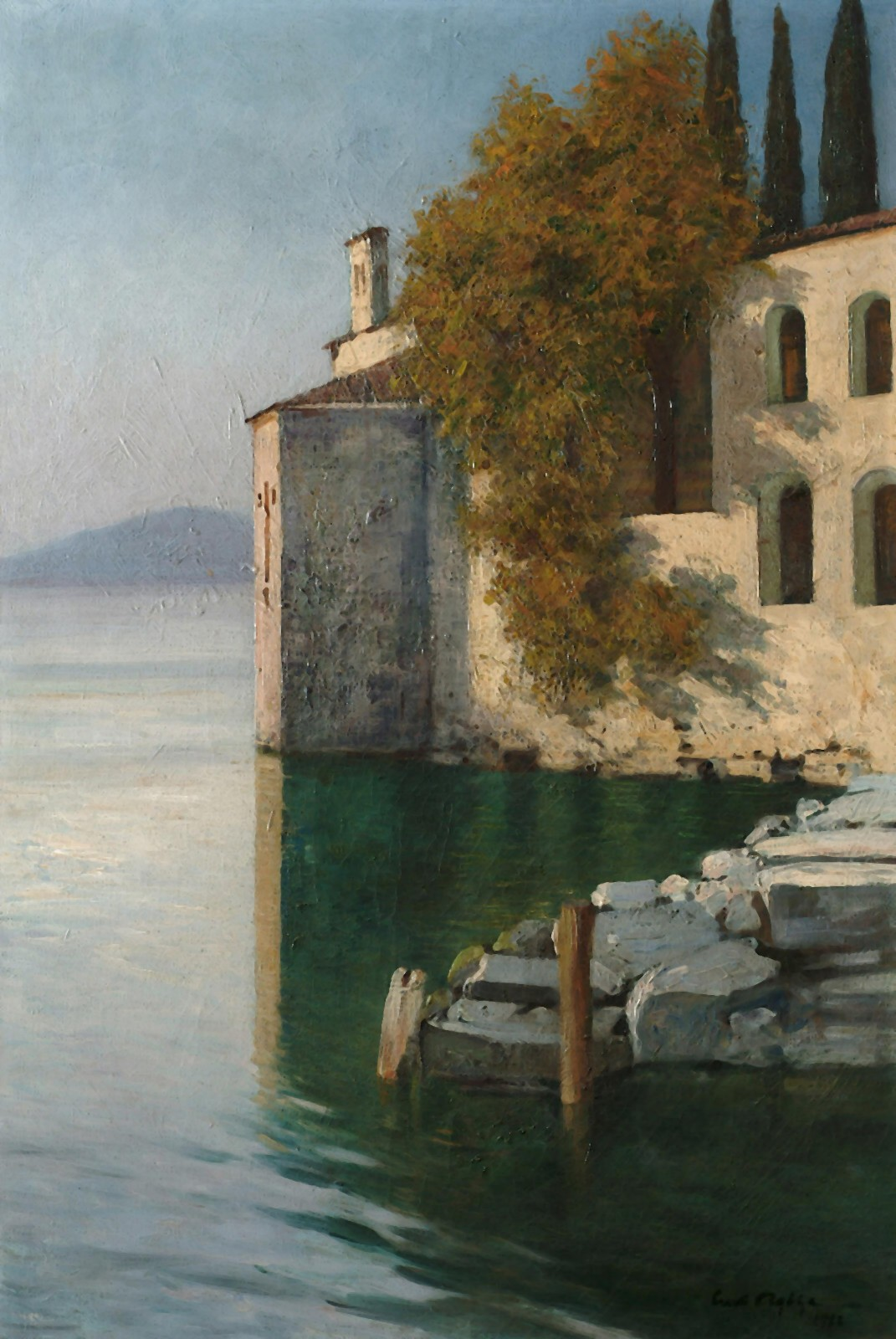
Herbstnachmittag am Gardasee
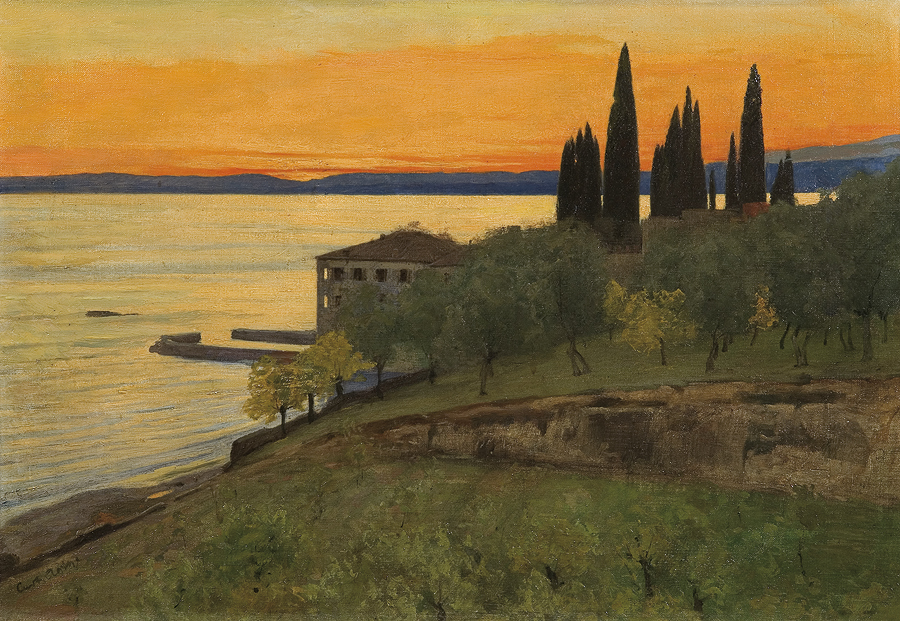
Herbstabend am Gardasee

- Gelegentlich wird behauptet, dass die Punta San Vigilio als Vorlage für Arnold Böcklins Gemälde Die Toteninsel gedient habe. Allerdings konnte bisher nicht nachgewiesen werden, dass Böcklin an diesem Ort jemals gewesen ist oder ihn aus Beschreibungen kannte.
- Auf Punta San Vigilio spielen entscheidende Teile der Romane Schundroman und Die Liebe in groben Zügen von Bodo Kirchhoff.